# Castelo de Suances
O Castelo de Suances, também denominado Castelo de Ceruti, localiza-se na cidade e município de Suances, na província e comunidade autónoma de Cantábria, na Espanha.
Ergue-se junto a um alcantilado, nos limites urbanos da cidade, com vista para as praias de "La Concha" e de "Los Locos".

## História
O edifício foi erguido em 1904, reproduzindo um castelo medieval, em silharia e alvenaria de pedra, por iniciativa do então alcaide de Torrelavega, Florencio Ceruti y Castañeda, barão de Peramola.
No ano de 1987, o imóvel foi recuperado e requalificado a fim de albergar um hotel. Voltou a sofrer intervenção de restauro em 2003.